# Svatý rok 1600
Jubilejní Svatý rok 1600 (11. řádné univerzální jubileum) byl vyhlášen bulou Annus Domini Placabilis z 19. května 1599. Během tohoto jubilea šel Klement VIII. dobrým příkladem, když během Svatého týdne zpovídal, po kolenou vystupoval na Scala Sancta, podával jídlo poutníkům, kteří přišli do Říma, a každý den jedl s dvanácti chudými obyvateli města. Stejně tak se kardinálové zřekli nošení svých tradičních červených oděvů na znamení pokání. Mnozí se hrnuli, aby pomohli papežovu jubilejnímu úsilí. Židovská obec v Římě mu například poskytla 500 pokrývek na lůžko pro poutníky. Dne 31. prosince 1600 se otevření Svatých bran zúčastnilo více než 80 tisíc lidí a do Říma přišly na jubilejní rok miliony poutníků.

## Barokní Řím aSvatý rok

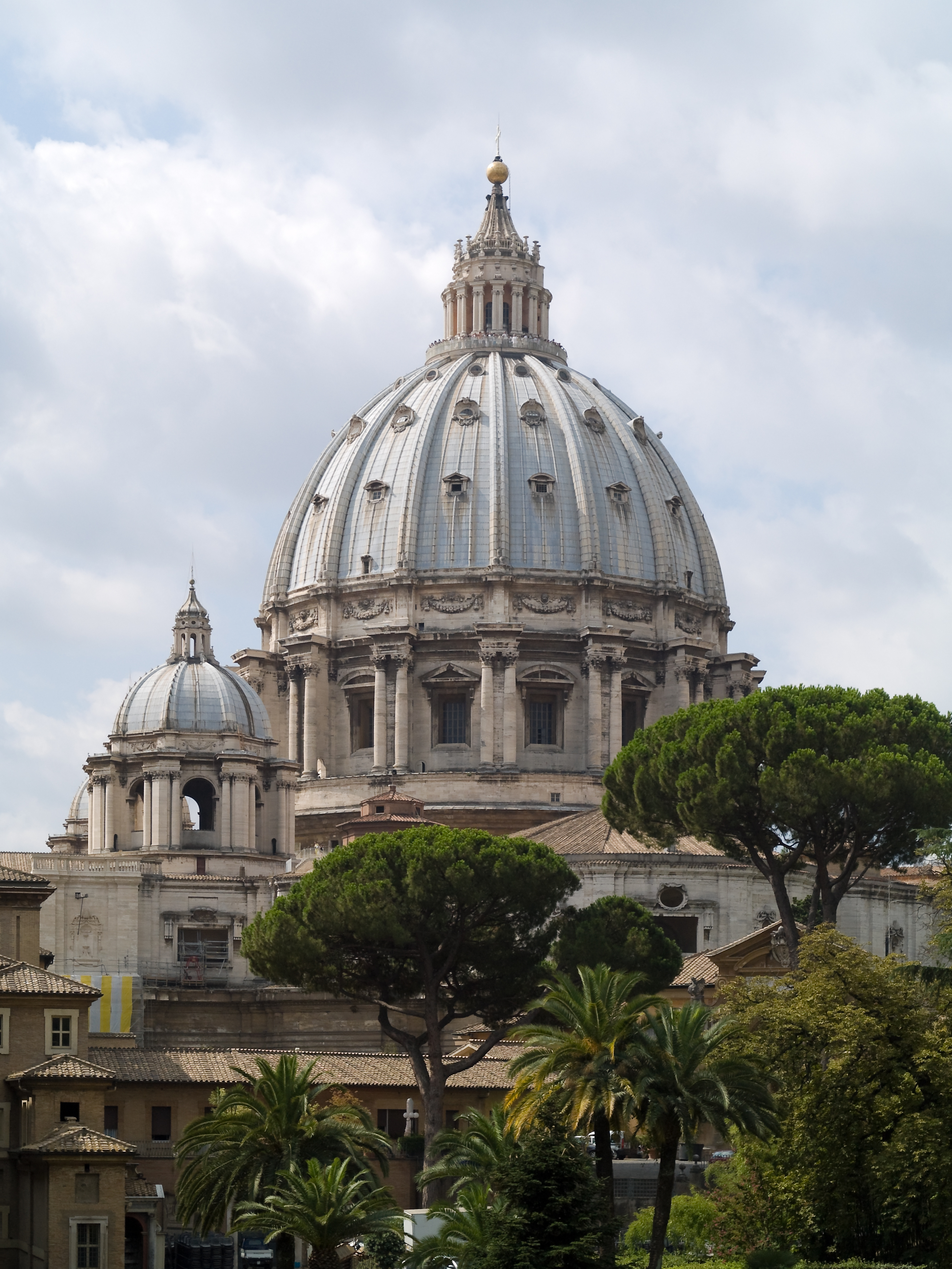
Kupole svatopetrské baziliky

Tento Svatý rok byl, tak jako ostatní Svaté roky konané v sedmnáctém století, obklopen vnějším leskem baroka. Starý středověký Řím se svými křivolakými uličkami a prostými domečky, postavenými často z trosek antických budov, zcela zmizel a s ním i některé starobylé baziliky ztratily svou starokřesťanskou tvář. Mezi nimi i původní Konstantinova bazilika svatého Petra se ztratila beze stopy a na jejím místě se vypínala mohutná nová stavba korunovaná majestátní kupolí, které zde dominuje i ve 21. století. Také město bylo plné prostorných ozdobných paláců, měšťanských domů a nových chrámů, z jejichž umělecky zpracovaných mramorů a sošné výzdoby i v současnosti sálá temperamentní duch doby.
Baroko vyrostlo a projevovalo se navenek nebývalou okázalostí, živenou touhou po novosti, která neudivuje ve stoletích, kdy se vlivem nových objevů rozšiřují obzory prostého středověkého člověka. Člověk opojený tímto nových duchem raději pohlíží do růžové neznámé, ale slibné budoucnosti a odvrací se od tradic minulosti v domnění, že je schopen si zařídit svůj život sám. A tak zvláště vzdělané vrstvy se orientují směrem k náboženskému indiferentismu, i když dosud ne k úplnému nevěrectví, poněvadž nečiní rozdílu mezi tradicemi lidovými a překonanými a tradicí náboženskou. Proto začínají v tomto století znovu upadat i pouti Svatých roků, zahájené právě ve středověku.

## PrůběhSvatého roku 1600

### Přípravy
Jubilejní rok slavený v roce 1600 však ještě není touto rodící se novou mentalitou zřetelně poznamenán. Po zkušenostech z roku 1575 začal jeho slavení plánovat papež Klement VIII. už předem, neboť na začátku nového století bylo nutno počítat s velkým počtem poutníků. Papež, pocházející z rodu Aldobrandini, jemuž zůstal oddán i na papežském stolci, byl podle souhlasného úsudku historiků pokorný a pokojný člověk, zbožný a štědrý ke všem potřebným. To byly vlastnosti velmi důležité v době, kdy se měl slavit Svatý rok.
Klement VIII. využil konce století k vyhlášení jubilejního roku, který však měl po úspěšném skončení Tridentského koncilu také ukázat světu vliv papežství a smířit s církví ty křesťany, kteří se od ní oddělili během právě uplynulého století. Dne 3. března 1599 ustanovil papež dvě komise, každou složenou z dvanácti kardinálů. Jedna se měla starat o hmotné zajištění poutníků, druhá měla pečovat o jejich duchovní potřeby. Svatý rok vyhlásil na svátek Nanebevstoupení Páně 19. května bulou Annus Domini Placabilis. Vzpomíná v ní tradice Svatých roků zahájená Bonifácem VIII., zdůrazňuje primát svatého Petra, vyjadřuje lítost nad těmi, kteří se během století odloučili od církve, a vyzývá všechny ke skutkům pokání. Bula končí dojemnou výzvou: „Tu se uchovává poklad odpuštění, který střeží a rozdílí především římský papež. A on, až se otevřou v nejstarších římských svatyních Svaté brány, otevře široce a s láskou své ruce. Proto, křesťané, až předstoupíte před Boží přítomnost s radostí, že jste ze sebe svrhli tíži hříchů a tyranství nepřítele, zůstaňte po smíření s ním jeho věrnými syny, dědici nebe, vlastníky ráje!“
Další bulou vyzval papež 30. října všechny biskupy k pouti do Říma, aby oni sami dali dobrý příklad ostatním křesťanům. Kromě těchto veřejných výzev pokračovala v Římě velmi svědomitě příprava, která měla především předejít spekulacím hostinských a obchodníků.

### Horlivost věřících

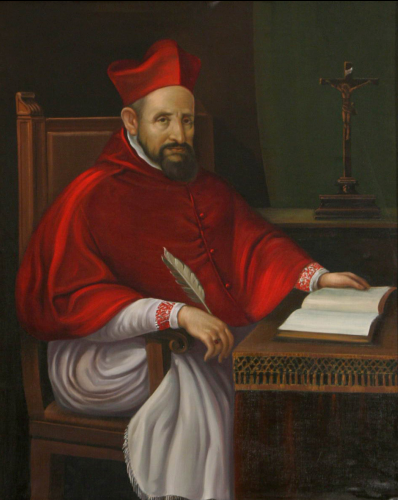
Italský katolický teolog, kardinál, člen jezuitského řádu Sv. Robert Bellarmino byl také poutníkem ve Svatém roce 1600

Svatá brána však kvůli revmatickým bolestem, jež papeže poutaly o Vánocích 1599 na lůžko, mohla být otevřena až na konci občanského roku 31. prosince. Bylo přítomno na 80 tisíc osob. Pouť už nabývala organizované podoby u bratrstev a místních úřadů. Nebylo tu už tolik spontánních zástupů, které se nahrnuly do Říma najednou. Také sám Klement VIII. se snažil dát Římu slavnostní ráz. 20. prosince 1599 napomenul v tajné konzistoři kardinály, aby i na veřejnosti nosili tradiční kardinálský oděv, který by odpovídal důstojnosti města. Také je během jiné konzistoře v době adventu povzbudil, aby štědře podpořili charitativní činnost. Onen Svatý rok zaznamenal mnoho obrácení protestantů a islámských věřících, poněvadž bylo zdůrazněno dílo křesťanské lásky a papež sám dal zářivý příklad v péči o poutníky a při udělování svátostí. Také dva význační kardinálové měli podíl na oslavě tohoto jubilejního roku. Zachoval se list jezuity sv. Roberta Bellarmina, který jej povzbuzoval, aby ovlivnil papeže k vydání třetí buly, v níž by rozšířil pravomoc zpovědníků v jubilejním roce. Opět ve větším stylu se opakovaly scény, jichž byli svědky ti, kteří byli v Římě před pětadvaceti lety. Zbožná bratrstva putovala společně s odznaky a korouhvemi, bratrstvo z Foligna dokonce předcházely v Římě děti oblečené za andělíčky a provázely alegorické vozy se symbolicky znázorněnými nástroji Kristova umučení.

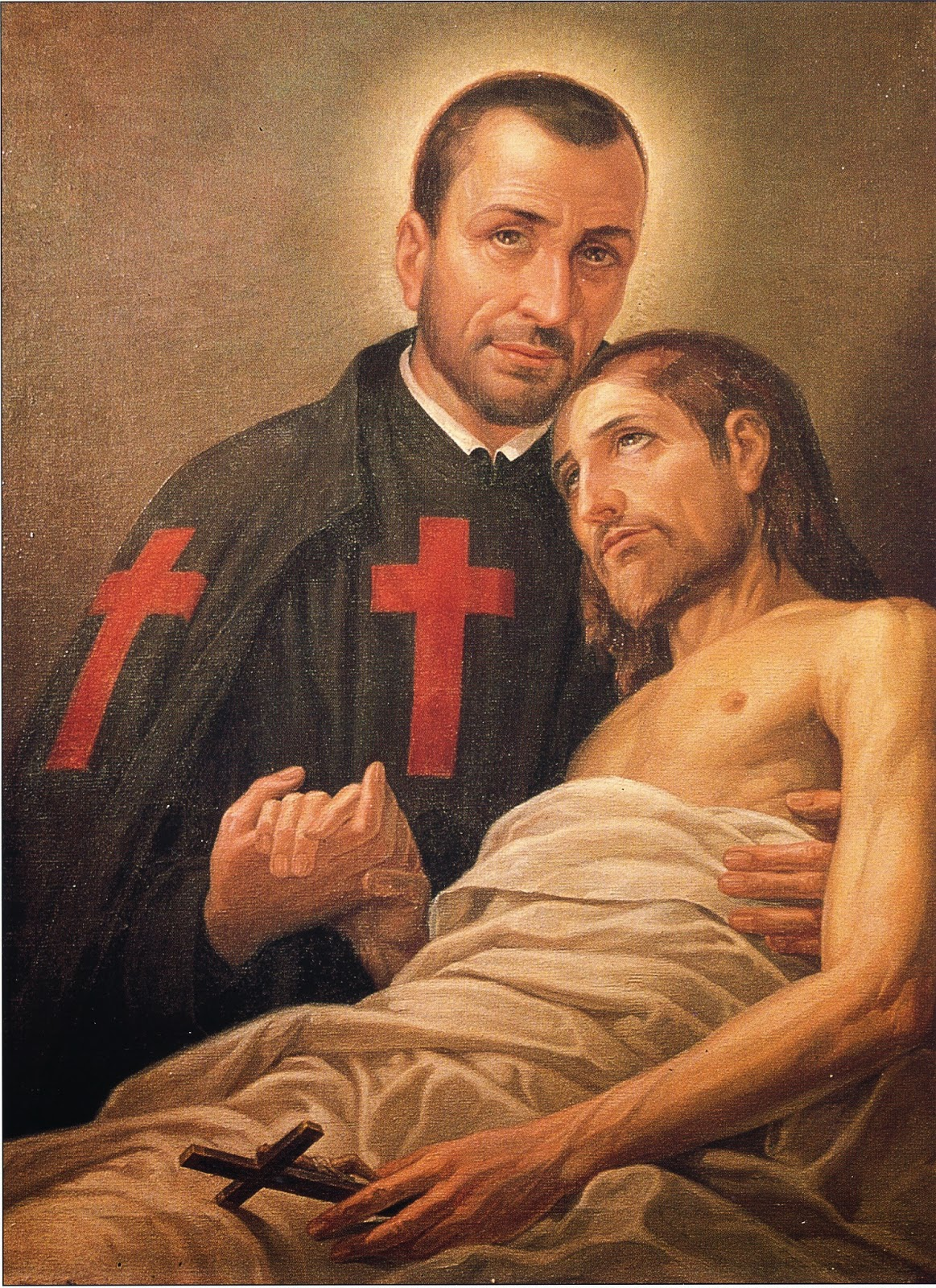
Také sv. Kamil z Lellis byl jedním z poutníků během Svatého roku 1600

Mezi poutníky nechyběli vévodové bavorský, parmský, neapolský vicekrál, kardinál Ondřej Rakouský a lotrinský kníže. Někteří přišli nepoznáni jako prostí poutníci. Kardinála však při náhodném setkání papež poznal, když před ním poklekl, jak bývalo zvykem, aby mu políbil ruku. Jiní přišli na pouť okázale, jako např. velkopřevor maltézského řádu, který do Říma přijel se sto rytíři. Ani tenkrát nechyběli mezi poutníky světci: pouť Svatého roku si vykonal sv. Robert Bellarmino, učený jezuita, kterého příští rok jmenoval Klement VIII. kardinálem, a sv. Kamil z Lellis, známý apoštol nemocných, a pochopitelně i zbožný kardinál Caesar Baronius, žák sv. Filipa Neriho a slavný církevní historik oné doby, i další přítel sv. Filipa, který si jej oblíbil pro jeho dobrotu, totiž olomoucký arcibiskup kardinál Dietrichstein, který též neokázale připutoval jako prostý poutník.

### Giordano Bruno

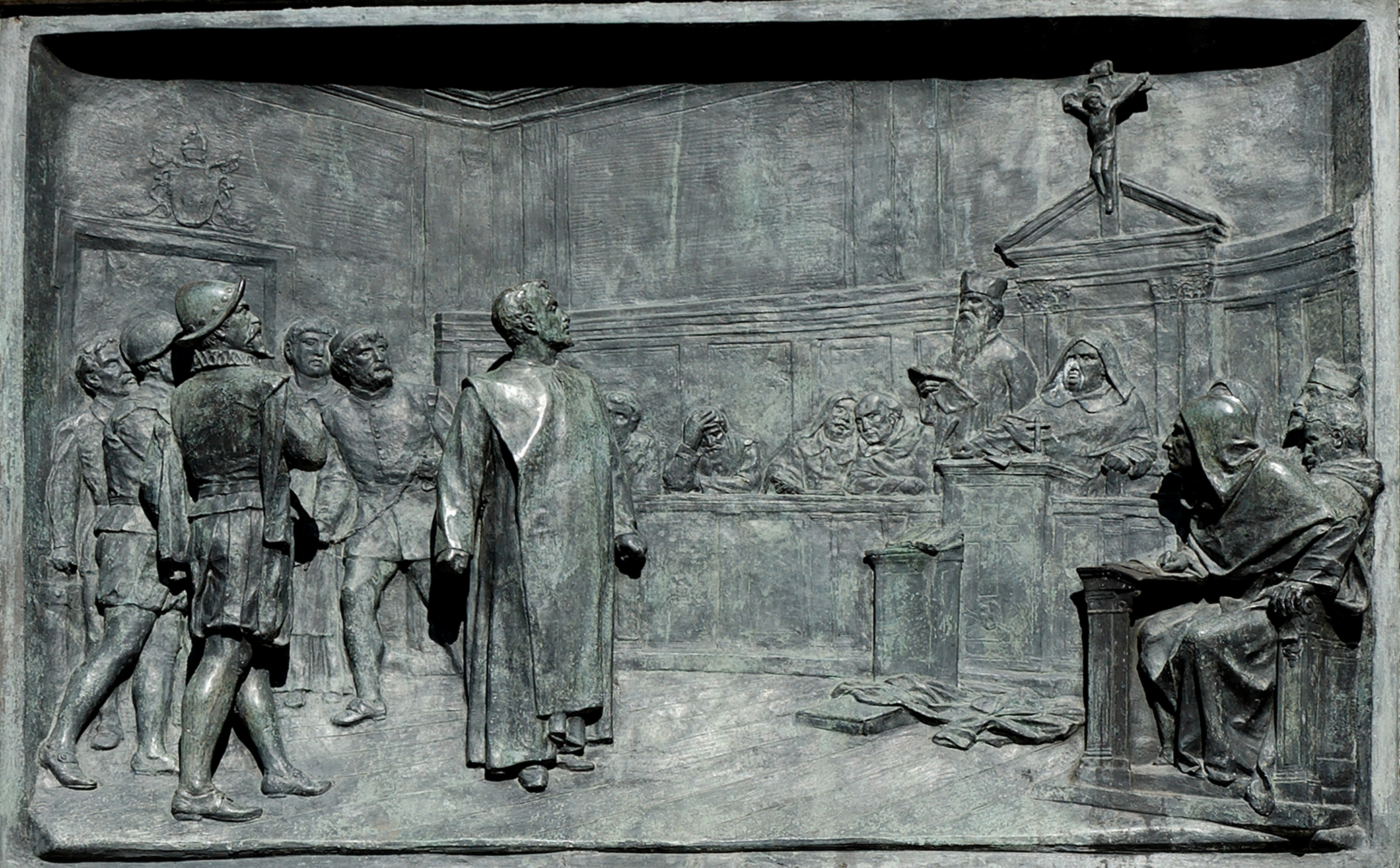
Proces s Giordanem Brunem, reliéf z Brunova pomníku na římském náměstí Campo de' Fiori

V Římě, nezávisle na Svatém roce, došlo 17. února 1600 k jiné události: na Campo de' Fiori byl upálen bývalý dominikán Giordano Bruno, který se pro své panteistické názory a odpor vůči církvi dal do služeb anglické protikatolické vlády, později přešel ke kalvinistům, kteří jej ze stejných důvodů vyvrhli ze svého středu, a když ani mezi luterány neměl větší štěstí, pojal úmysl znovu se vrátit do kláštera. Po několikerém odvolání svých panteistických nauk a slibech byl po osmi letech, v nichž se znovu tvrdošíjně vrátil ke svým názorům, odsouzen římskou inkvizicí. Podobné případy byly v Římě poměrně vzácné, neboť inkviziční soudy nebyly v Římě svěřeny pravomoci světské moci, jak tomu bylo ve Španělsku.
V roce 1600 chtěl do Říma putovat i Justus Kalvín, vzdálený příbuzný ženevského reformátora Jana Kalvína, který byl profesorem reformní teologie v Heidelberku, kde se, podle svědectví kardinála Baronia, sám přesvědčil o pravosti katolické víry, a chtěl se během Svatého roku smířit s katolickou církví. Dvojí vážná nemoc mu zabránila dorazit do Říma před uzavřením Svatého roku. Přišel tedy potom a papež Klement VIII. mu udělil svátost biřmování v Lateránské bazilice. Kmotrem mu byl při té příležitosti sám učený kardinál Baronius, jehož jméno chtěl potom Justus přijmout namísto příjmení Kalvín.

### Papež jde příkladem

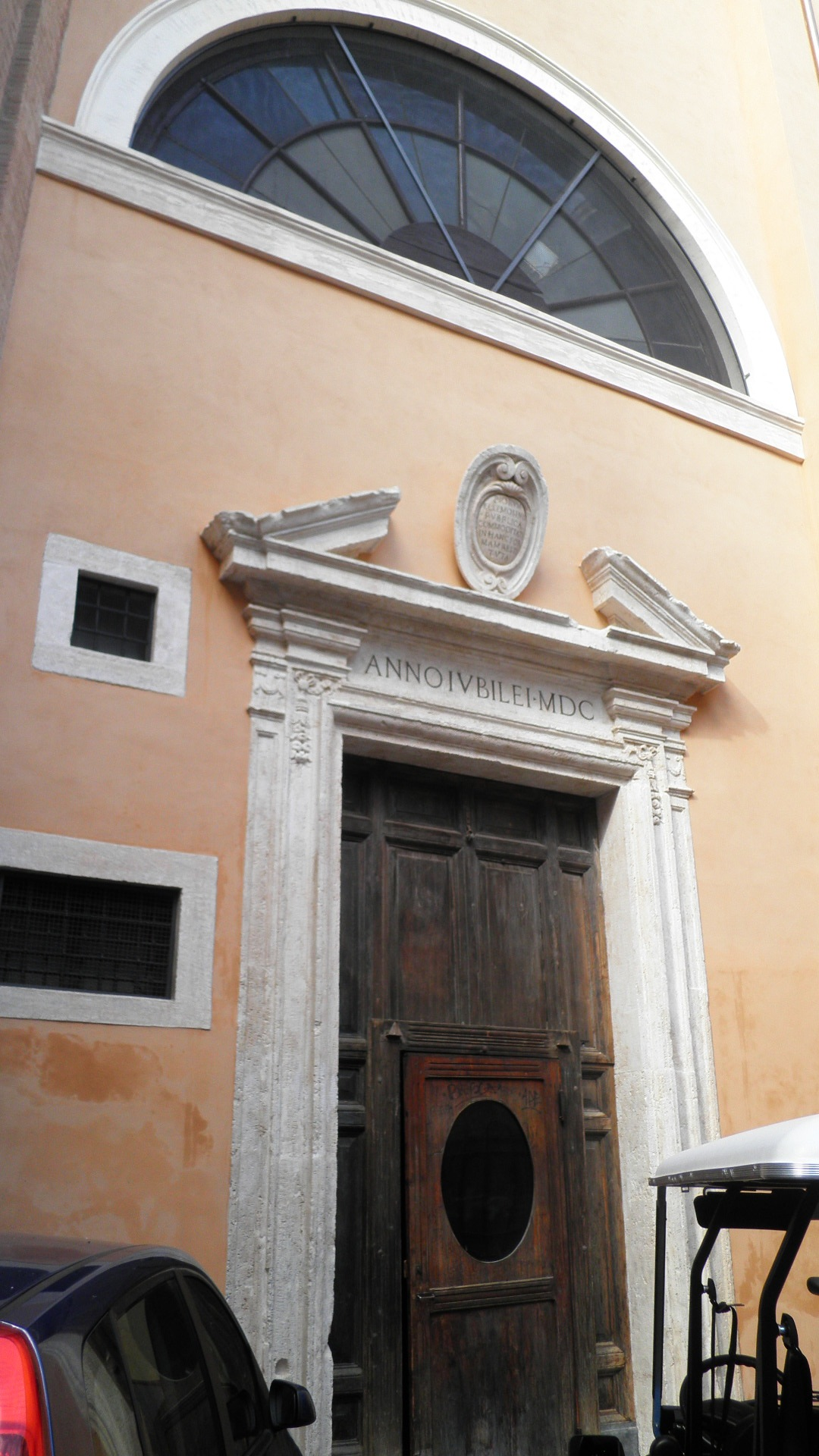
Santa Maria sopra Minerva (Řím), zadní vchod na Via Beato Angelico zhotovený pro jubileum 1600

Jedním z nejhorlivějších poutníků Svatého roku byl však papež. Aby získal jubilejní odpuštění, i on vykonal předepsaný počet návštěv jednotlivých bazilik, ač trpěl revmatismem, ba navštívil je během roku asi šedesátkrát, většinou pěšky. Během Svatého týdne strávil dlouhé hodiny ve zpovědnici v bazilice svatého Petra, kde obyčejně zpovídal poutníky kardinál penitenciář.
Veliké dílo – už potřetí v dějinách jubilejních roků, ale dosud za vedení už stařičkého sv. Filipa Neriho, vykonalo poutnické bratrstvo Nejsvětější Trojice (Santissima Trinita de' Pellegrini e de' Convalescenti), jím založené. Poskytlo pobyt a pohostinství zdarma 210 tisíc poutníků. Deník současníka popisuje večeři, kterou poutníkům předkládali, takto: „A jejich jídlo je velká mísa salátu a mísa hovězího nebo skopového masa na studeno, podle roční doby, nařezaného na půlliberní kusy na osobu, a polévka a džbánek vína s malou šiškou chleba pro každého, a pro kněze další chod fíků a ořechů. A když někomu chléb nebo víno nestačí, přidá se mu tolik, kolik potřebuje. A v postních dnech namísto masitého chodu se rozdává půl libry tuňáka, nebo jeden slaneček na osobu.“
Počet poutníků převýšil všechna očekávání. Muratori odhaduje jejich celkový počet na tři miliony, ale pravděpodobnější je střízlivější odhad: Řím v onom roce navštívilo ne méně než jeden milion tři sta tisíc poutníků. Bylo tedy pro ně třeba žádat lůžka a pokrývky ze soukromých paláců a domů. Dokonce byla požádána o pomoc i místní židovská obec. Pomoc přicházela např. bratrstvu Nejsvětější Trojice i odjinud: jeden hospodský poslal jako almužnu tři sudy římského vína. Římské šlechtičny zase pravidelně ubytovávaly poutnice ve svých domech, jiní Římané dali zcela k dispozici své domy poutníkům zdarma a jiní opět věnovali ryby k rozdělení mezi poutníky.
Podle zachovaných dokladů pohostilo arcibratrstvo Nejsvětější Trojice jehož účelem byla během Svatého roku péče o poutníky Francie a Bretoňska, 2545 kněží, 109 z Polska, 32 z Belgie, 83 z Německa, 2 ze Španělska, 2 z Portugalska, 1 z Anglie, 126 z Řecka a Dalmácie a 2 z Ruska. Papež sám dal připravit nedaleko baziliky svatého Petra palác, v němž mohl po deset dní zdarma bydlet kterýkoliv biskup nebo duchovní. A Klement VIII. sám tam docházel a přisluhoval jim při stole, nebo jim myl nohy. Ke svému stolu dal zvát denně 12 poutníků a během Svatého roku rozdal chudým poutníkům jako příspěvek na jejich výlohy 300 tisíc skudů (scudo) – obnos i pro papeže nemalý.

### ZakončeníSvatého roku
Klement VIII. uzavřel Svatý rok až 13. ledna 1601, neboť ve stanovený den 31. prosince jej držela na lůžku nemoc. Jeho úspěch závisel především na znouobjevené penitenciární praxi, která se i viditelně projevila procesími různých bratrstev římskými ulicemi, jež připutovala do Říma z celé Itálie pro získání jubilejních odpustků.
Římský Svatý rok pak měl svou ozvěnu i v protestantských zemích, kde v roce 1617 dal razit saský vévoda Jiří Saský mince s nápisem „Saeculum Lutheranorum“ – století luteránů, a kde se slavilo luterské „jubileum“ akademickými rozhovory a byla uveřejněna díla jako např. spis kalvinisty Charlesa Drelincourta „Du jubilé des eglises réformées avec l'examen du jubilé de l'Eglise romaine“.

#### Studie a články
- Anni Santi (Gli). Torino: [s.n.], 1934. (italsky)
- BARGELLINI, Piero. L'Anno Santo nella storia, nella letteratura e nell’ arte. Florencie: [s.n.], [1974]. 318 s. (italsky)
- CASTELLI, Giulio. Gli Anni Santi. Il grande perdono. Rocca S. Casciano: [s.n.], 1949. (italsky)
- CECCHETTI, I. The Sublime City. Washington – Řím: Frediani G, 1950. (anglicky)
- CECCHETTI, I. Roma nobilis. L’idea, la missione, le memoria. Il destino di Roma. Řím: Cechetti I., 1950. (italsky)
- Storia e typografia dell’ Anno Santo. Vatikán: Comitato centrale per l’Anno Santo, 1974. (italsky)
- DE BLASI, Jolanda. Giubileo. Racconto di sei secoli e mezzo (1300–1950). Florencie: Del Turco Ed., 1950. 624 s. (italsky)
- DI MEGLIO, S. Breve storia dell’Anno Santo. Siena: [s.n.], 1973. (italsky)
- DUMEIGE, G. L’accueil de Rome aux pelegrins du Jubilé de 1575 (přednáška v Centre d’Études saint Louis de France, 10. prosince 1974). [s.l.]: [s.n.] (francouzsky)
- DVPRÉ THESEIDER, E. Roma dal Comune del popolo alla Signoria pontificia (1252–1377). [s.l.]: [s.n.], 1952. (italsky)
- FRUGONI, A. La devozione dei Bianchi del 1399. In:  L’attesa dell’età nuova nella spiritualità della fine del medio evo. [s.l.]: Todi, 1962. S. 232–248. (italsky)
- GALUZZI, A. Gli Anni Santi nell’età moderna, v: Schede di storia della Chiesa nell’età moderna. Řím: [s.n.], 1994–19952. S. 265–324. (italsky)
- GORDINI, G. D. Storie dei pellegrini, di briganti e di anni santi, (Chiesa sotto inchiesta, 3). Torino: [s.n.], [1974]. (italsky)
- MARONI LOMBROSO, M; MARTINI, A. Le confraternite romane nelle loro Chiese. Řím: [s.n.], 1963. (italsky)
- MARTIRE, E. Santi e Birboni. Luci ed ombre nella storia dei giubilei. Milano: [s.n.], 1950. (italsky)
- MELIS, F. Movimenti di popoli e motivi economici nel giubileo del 1400; v: Miscellanea Gilles Gerard Meerseman, I,. Padova: [s.n.], 1970. S. 343–367. (italsky)
- Mostra documentaria degli Anni Santi (1300–1975). Vatikán: [s.n.], 1975. (italsky)
- PASTOR, L., von. Storia dei papi dalla fine del medio evo ..., 20 sv.. 1950–1963 (fototypické vyd. 1971). vyd. Řím: [s.n.] (italsky)
- POLC, Jaroslav Václav. De origine festi Visitazione. Řím: (Coronas Lateranensis, 9A), 1967. (italsky)
- POLC, Jaroslav Václav. La festa della Visitazione e il Giubileo del 1390. Rivista di storia della Chiesa in Italia 29. 1975, s. 149–172. (italsky)
- SCHMIDT, H. Bullarium Anni Sancti. Řím: [s.n.], 1949. (latinsky)
- SECRET, F. Le „Tractatus de anno Jubilaei de Lazaro da Viterbo. Grégoire XIII e la Kabbale chrétiénne, Rinascimento“, serie II., 6. 1966, s. 305–333. (italsky)
- Storia e topografia dell’Anno Santo. Vatikán: Comitato centrale per l’Anno Santo, 1974. (italsky)

#### Periodika
- Acta Sanctae Sedis (–1904). Acta Apostolicae Sedis. (–1904). (latinsky)
- Anno Santo, Řím. 1973–1975. (italsky)
- Civiltà Cattolica (La), Řím (italsky)
- Jubilaeum. Ephemerides Anni Sancti, Città del Vaticano. [1974/1975].
- Nový život, Řím
- L'Osservatore Romano, Città del Vaticano (italsky)